# 布里坦尼亚
布里坦尼亚是巴西戈亚斯州的一个市镇。总面积1461.181平方公里，总人口5717人，人口密度3.9人/平方公里。